# Antisémitisme au Venezuela

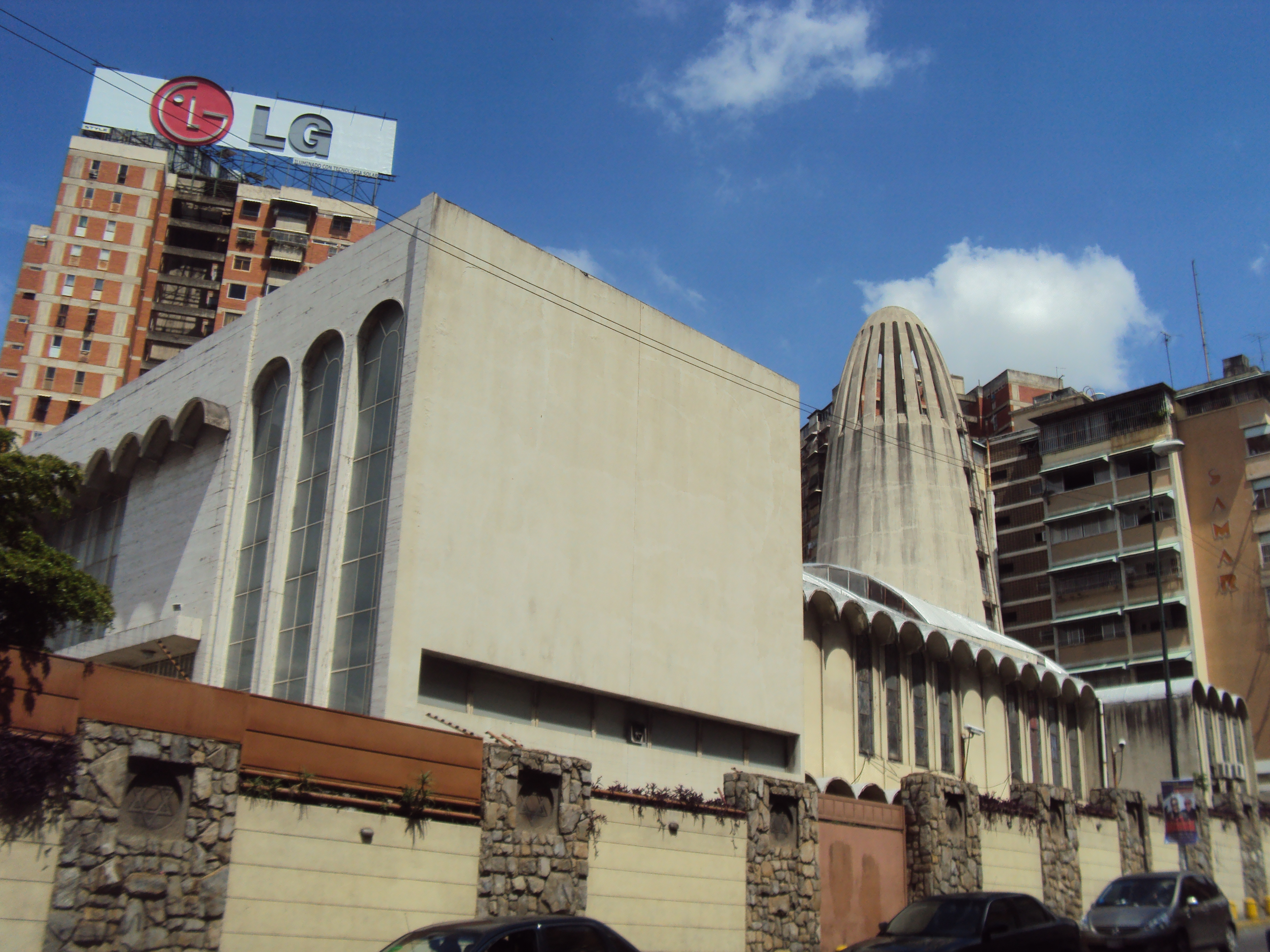
La synagogue Tiféret Israel de Caracas a été attaquée le 31 janvier 2009.

L'antisémitisme ne s'est manifesté que de manière occasionnelle au Venezuela durant l'histoire des Juifs dans ce pays.
Cependant sous les présidences de Hugo Chávez et de Nicolás Maduro les allégations d'antisémitisme par le biais d'actions ou de déclarations du gouvernement vénézuélien se sont multipliés tout comme les incidents publics en tout genre,,. La population juive du Venezuela a aussi considérablement décliné sous le gouvernement bolivarien selon l'Algemeiner Journal, avec une population passée de 22 000 individus en 1999, pour moins de 7 000 en 2015,.

## XIXesiècle
En 1827, un groupe de juifs partit de Curaçao pour s'installer à Coro. En 1855, des émeutes dans la région forcèrent finalement toute la population juive, soit 168 personnes, à retourner à Curaçao. L'intégration des juifs au Venezuela fut compliquée, bien qu'il y eût de petites communautés à Puerto Cabello, Carúpano, Villa de Cura, Rio Chico, Maracaibo ou encore Barquisimeto.

## XXesiècle
En juin 1902, un autre épisode d'antisémitisme se produit à Coro pendant le gouvernement du général Cipriano Castro. Les Juifs ont demandé l'asile à Curaçao, qui a été accordé par le gouverneur de l'île, J. O. de Jong van Beek, qui a envoyé le navire de guerre « HNMLS Koningin Regentes » pour les protéger. Sur le chemin du retour vers Curaçao, le navire emmena à son bord quatre-vingts femmes et enfants. En juillet de la même année, le même navire fut envoyé à La Vela de Coro par le reste des Juifs, et seuls quelques-uns y restèrent pour protéger les biens des exilés.
Début 1903, des restrictions concernant l'immigration des Juifs sont mises en place avant d'être finalement abolies à la fin des années 1950. En 1950 environ 6 000 juifs vivaient au Venezuela. Les vagues d'immigrations les plus importantes eurent lieu après la fin de la Seconde Guerre mondiale et de la guerre des Six Jours en 1967,. La population juive du Venezuela était alors très largement concentrée à Caracas, avec quelques communautés à Maracaibo. À la fin du siècle, la plupart des juifs sont vénézuéliens de la première ou seconde génération. Le Venezuela se révéla alors être un lieu hospitalier pour les Juifs qui en retour « développèrent des liens profonds avec leur pays et un fort patriotisme ».

## XXIesiècle

### Émigration
Selon le Congrès juif latino-américain, la communauté juive du Venezuela comptait autour de 22 000 personnes au moment où Hugo Chávez arriva au pouvoir. Durant les premières années du XXIe siècle, le nombre de juifs quittant le Venezuela pour s'installer en Israël augmenta fortement. Le journal Algemeiner affirme que l'émigration des juifs du Venezuela est due à « la crise économique du pays... mais aussi à cause de la rhétorique antisémite  du régime » et que « d'abord Hugo Chávez puis Nicolas Maduro ont trouvé un intérêt politique dans l'utilisation du discours antisémite ».
En 2007, un rapport estima que ce n'est pas moins de 20 % de la population juive du pays qui avait émigré à cause de l'inquiétude venant de la montée des allégations d'antisémitisme,,. Le Congrès juif latino-américain estimait en 2007 qu'il n'y avait plus que 12 000 à 13 000 juifs résidant au Venezuela. En novembre 2010, le taux de Juifs ayant quitté le pays depuis la prise de pouvoir de Chávez atteint les 50 %, ceux qui restent se mettent même à dénoncer un « antisémitisme officiel ». En 2013, ils n'étaient plus que 9 000 à être restés ; en 2015, seulement 7 000. 
Pour les émigrants, les États-Unis furent la destination privilégiée, particulièrement Miami en Floride. D'autres partirent pour Israël mais aussi pour le Panama, la Colombie, le Costa Rica ou encore le Guatemala.

### Médias
Dans son rapport de 2002, l'Institut Stephen Roth rapporte qu'un journaliste vénézuélien résidant aux États-Unis, Ted Cordova-Claure a publié un article dans le magazine privé et pro-démocratique TalCual où il compare Ariel Sharon à Adolf Hitler. L'Institut rapporte aussi que le journaliste Alfredo Hernandez Torres de la revue Frontera justifiait les attaques terroristes à l'encontre d'Israël, estimant que « Sharon fait preuve de plus de haine qu'Hitler en avait envers les Juifs ». Torres qualifie Sharon de « monstre » et affirme qu'Israël est coupable « d'un génocide à Jénine... qui aurait gêné même l'impassible Hitler »[réf. nécessaire]. L'Institut Roth indique aussi dans son rapport que des journaux vénézuéliens comme El Universal ou El Nacional ont accusé Israël de génocide, notamment dans un éditorial écrit par Maria de los Angeles Serrano dans El Nacional affirmant que les juifs israéliens « aujourd'hui étranglent, déportent, enferment et tuent les Palestiniens avec le même enthousiasme dont avaient fait preuve leurs propres persécuteurs, les Nazis »[réf. nécessaire]. Selon l'Institut Roth, quand Últimas Noticias interviewa le politicien libano-venézuelien Tarek William Saab chef de file du Mouvement Cinquième République et Franklin González, directeur de l'École Internationale de l'Université Centrale du Venezuela, tous deux ont déploré le fait que l'Organisation des Nations unies a déçu le peuple palestinien et que « les racines du conflit résident dans la création même de l'État d'Israël en 1947 »[réf. nécessaire].
La Conférence mondiale contre l'antisémitisme de 2009 a révélé que les articles à caractère antisémite ayant été publiés dans des médias pro-Chávez atteignaient le nombre moyen de « 45 par mois » durant l'année 2008 et même d'environ « cinq par jour » durant l'opération Plomb Durci en janvier 2009.
Selon le rapport de la Confédération Vénézuélienne des Associations Israélites L'Antisémitisme au Venezuela 2013 des « informations biaisées, des omissions et de fausses accusations envers Israël provenant des médias iraniens Press TV et HispanTV sont relayées par le média russe RT News, l'agence de presse cubaine Prensa Latina et les médias vénézuéliens tels que AVN, TeleSUR, Venezolana de Televisión (VTV), Alba TV, La Radio del Sur, Radio Nacional de Venezuela), YVKE Mundial, Correo del Orinoco et Ciudad CCS ».

### Accusations d'antisémitisme envers Hugo Chávez
Le Centre Simon-Wiesenthal critiqua virulemment le président Hugo Chávez après qu'il eut comparé l'homme politique espagnol José María Aznar à Hitler. En 2005, le rabbin brésilien Henry Sobel, un des leadeurs du Congrès juif mondial accusa également Chávez d'antisémitisme.
En 2004, après avoir remporté le référendum sur sa présidence, Chávez intima à l'opposition de ne pas se laisser « empoisonner par ces juifs errants. Ne les laissez pas vous mener aux places où ils veulent que vous soyez mené ». Le jour suivant il déclara à la télévision publique qu'« il y a quelques petits leaders [dirigencillos] qui ne mènent personne, ils sont de plus en plus isolés chaque jour, et errent comme le Juif errant »[réf. nécessaire]. L'institut Roth affirma que la communauté juive du Venezuela explique que le terme « juif errant » est une métaphore dirigée envers les chefs de l'opposition et que c'est une expression répandue dans le monde catholique. Le lendemain, le vice-président José Vicente Rangel expliqua le sens de cette expression et assura les leadeurs de la communauté juive qu'elle avait été utilisée de manière inappropriée[réf. nécessaire]. Le département d'État des États-Unis mentionne aussi que « quelques jours après sa victoire électorale, le président Chávez fit un discours dans lequel il compara l'opposition au juif errant ». Dans The Weekly Standard, l'activiste humanitaire Thor Halvorssen Mendoza (en) écrit que le rapport sur l'antisémitisme mondial du département d’État des États-Unis note que « les tracts antisémites étaient mis à disposition dans une salle d'attente d'un bureau à l'intérieur du ministère de la Justice et de l'Intérieur vénézuélien ».
Le Centre Wiesenthal a aussi qualifié d'antisémite une déclaration faite par Chávez à l'occasion de Noël 2005 dans un centre de réhabilitation. Se référant à ce discours de décembre 2005, le Miami Herald affirma que « ce n'est pas la première fois que Chávez utilise des formules antisémites ». En 2005, Chávez déclara que « le monde appartient à nous tous, mais le fait est qu'une minorité, les descendants de ceux qui ont crucifié le Christ, les descendants de ceux qui ont expulsé Bolívar d'ici et qui l'ont également crucifié à leur manière à Santa Marta en Colombie, une minorité a pris possession de toutes les richesses du monde »[réf. nécessaire]. 
Selon JTA, la source d'information gouvernementale, et l'organisation (Fairness and Accuracy in reporting (en)), les leadeurs de la communauté juive du Venezuela ont précisé que la citation omettait la référence à Bolívar et qu'elle affirmait que Chávez faisait référence aux Juifs avec nulle autre preuve que son allusion à la richesse[réf. nécessaire]. Selon un article publié dans The Forward, les chefs de la communauté juive vénézuélienne ont accusé le Centre Simon-Wiesenthal d'un excès de zèle concernant les accusations d'antisémitisme, précisant que les déclarations de Chávez avaient été prises hors contexte, et qu'il faisait en réalité référence à « l'élite du monde des affaires » et à « l'oligarchie blanche qui domine la région depuis l'ère coloniale ». Cependant, selon l' American-Israeli Cooperative Enterprise, les communautés juives vénézuéliennes et autres organisations israélites du pays s'abstienne de toute critique envers les déclarations de Chávez afin d'éviter toute publicité négative ainsi que pour des raisons de sécurité.
Selon le site internet pro-Chávez  Venezuelanalysis (en), Chávez a nié les accusations affirmant à l'Assemblée nationale : « Je suis anti-libéral, anti-impérialiste et bien plus, mais antisémite jamais, c'est un mensonge. Cela fait partie d'une campagne impérialiste, j'en suis certain »[réf. nécessaire]. Chávez réfuta les accusations du Centre Simon-Wiesenthal qu'il qualifia de propagande, et affirma qu'il espérait que l'ex-premier ministre israélien Ariel Sharon se remettrait de son AVC. Dans un discours national télévisé, Chávez accusa le Centre Simon-Wiesenthal de travailler avec Washington[réf. nécessaire]. Les représentants du Centre Simon-Wiesenthal en Amérique latine répondirent que la mention faite par Chávez des « tueurs du Christ » était « pour le moins ambigüe » et que « la décision de critiquer Chávez fut prise après une mûre réflexion ».
Les critiques pointent également du doigt les relations professionnelles entre Chávez et Norberto Ceresole. Ainsi Halvorssen explique que « Chávez a été largement élu comme président en premier lieu grâce à son plan de réforme. Mais ce que peu comprirent alors fut que Chávez voulait révolutionner le pays suivant un plan pensé par son vieil ami Norberto Ceresole. Un écrivain argentin tristement célèbre pour ses ouvrages déniant l'existence de l'Holocauste et ses théories conspirationnistes à propos du complot juif visant à contrôler le monde »[réf. nécessaire]. Le négationniste Ceresole considère ainsi les juifs du Venezuela comme la plus grande menace au Bolivarisme et au Chavisme dans son Caudillo, Ejército, Pueblo (Un guide, une armée, un peuple). Cependant Chávez nie recevoir des conseils de Ceresole qui fut d'ailleurs expulsé du Venezuela quelques mois après la montée au pouvoir de Chávez. Plus tard le média Clarín indiqua que le vice-président José Vicente Rangel trouvait les livres de Ceresole dégoûtants et abjects.
Un article du Boston Globe brosse le portrait d'un cinéaste juif vénézuélien qui a « fui le pays, craignant pour sa vie » en janvier 2006. Selon l'article, les animateurs d'un programme télévisé gouvernemental l'accusait d'avoir pris part à une « conspiration sioniste contre Chávez » ; le jour suivant Chávez avait d'ailleurs réclamé la légifération de lois visant à interdire la production de films qui « dénigrent notre révolution ».
En 2006 la JTA (Jewish Telegraphic Agency) rapportait que les Juifs du Venezuela étaient de plus en plus inquiets des critiques véhémentes de Chávez envers Israël durant la Guerre du Liban avec le Hezbollah. Ils affirment que ce discours « attise la haine antisémite » et que les récents comportements antisémites n'étaient pas communs dans le pays il y a quelques années de cela. Les juifs se montrent ainsi hautement préoccupé par « les commentaires incendiaires du gouvernement à l'encontre d'Israël et des juifs »[réf. nécessaire]. Chávez fut accusé plusieurs fois d'antisémitisme par des organisations tels que la Ligue Anti-Diffamation, qui a d'ailleurs écrit à Chávez pour lui demander quel impact pouvait avoir ses déclarations polémiques sur la population. Le président de la zone sud de la Ligue Anti-Diffamation accuse Chávez de « fausser l'histoire et de falsifier la vérité [...] c'est un exercice dangereux qui fait écho aux thèmes antisémites classiques »[réf. nécessaire]. Le président du Independent American-Venezuelan Citizens basé à Miami déclara en 2006 : « C'est ce que l'on attend de quelqu'un qui s'entoure de toute la lie de ce monde. Il admire les terroristes et les dictateurs. Il était prévisible qu'il ne défendrait pas un pays démocratique comme Israël »[réf. nécessaire]. Les dirigeants de la communauté juive de Caracas déclarèrent également au El Nuevo Herald que les mots employés par Chávez avaient engendré une situation de « peur et d'inconfort[...] Le président n'est pas le président d'un seul groupe, il est le président des juifs vénézuéliens également »[réf. nécessaire]. La Fédération des Associations Israéliennes du Venezuela condamna « des tentatives de banalisation de la Shoah, l'extermination préméditée et systématiques de millions d'êtres humains uniquement car ils étaient juifs [...] en la comparant à la situation de guerre actuelle »[réf. nécessaire].
En 2010, les révélations de télégrammes de la diplomatie américaine par WikiLeaks révélèrent que des membres de la Confédération des Associations Israélites du Venezuela avait fait part de leur inquiétude auprès de diplomates américains concernant l'environnement hostile aux juifs du Venezuela créé par le président Hugo Chávez, allant jusqu'à affirmer qu'ils ne voient qu'un « sombre horizon » pour leur communauté. Ils redoutaient principalement les liens croissants entre le gouvernement de Chávez et l'Iran ainsi que le langage choisi par Chávez pour protester contre les politiques de l'état d'Israël. « Auparavant la rhétorique de Chávez différenciait clairement la critique envers Israël et celle des Juifs du pays, mais depuis 2004 ils croient qu'il a fusionné ses opinions antisionistes avec des idées antisémites » dit le diplomate américain Robin D. Meyer.

#### L'incident duSEBIN
En janvier 2013, près de 50 documents ont été divulgués par le média de droite Analisis24 montrant que la SEBIN espionnait « des informations privées appartenant à d'importants juifs vénézuéliens, d'organisations juives locales ou encore à des diplomates israéliens en Amérique Latine ». Les données récupérées par l'agence gouvernementale incluaient des photos, des adresses, des numéros de passeports ainsi que des itinéraires de voyages. Les documents sont certifiés authentiques selon plusieurs sources tel que la Ligue Anti-Diffamation,.